# Сем Московіц
Сем Московіц (Sam Moskowitz; 30 червня 1920 — 15 квітня 1997) — американський письменник, критик та історик наукової фантастики .

## Життєпис
У дитинстві Московіц дуже любив читати журнали наукової фантастики. Будучи підлітком, він організував відділення «Ліги наукової фантастики» (англ. «Science Fiction League»). Ще підлітком Московіц став головою першої Всесвітньої конвенції наукової фантастики, що відбулася в Нью-Йорку в 1939 році  Він не дозволив кільком членам конкуруючого клубу футуріанців брати участь у з’їзді, оскільки вони погрожували зірвати його. Цю подію історики фендому називають «Великим актом виключення». 
У середині 1940-х років Московіц заснував Східну асоціацію наукової фантастики (ESFA), фанатську організацію наукової фантастики, що базується в Ньюарку, штат Нью-Джерсі, і проводить конгреси.  На початку 1950-х років він почав професійно працювати в галузі наукової фантастики.  У 1953 році він редагував журнал Science-Fiction Plus, жанровий журнал, що проіснував недовго, і належав Х’юґо Ґернсбеку . Він уклав близько двох десятків антологій і кілька одноавторських збірок, більшість виданих у 1960-х і на початку 1970-х років. Московіц також написав кілька оповідань (три опубліковані в 1941 році, одне в 1953 році, три в 1956 році). Найтривалішою його роботою, ймовірно, будуть його роботи з історії наукової фантастики, зокрема дві збірки коротких біографій авторів, «Дослідники нескінченності» (англ. «Explorers of the Infinite») та «Шукачі завтрашнього дня», а також високо оцінена книга «Під супутниками Марса: історія та Антологія «The Scientific Romance» в журналах Munsey, 1912–1920 . Його вичерпна каталогізація ранніх науково-фантастичних журнальних оповідань відомих жанрових авторів залишається найкращим ресурсом для неспеціалістів.
Теодор Стерджен, помічаючи численні недосконалості книги, похвалив дослідників нескінченного, сказавши, що «ніхто не досліджував коріння наукової фантастики так добре, як містер М.; ймовірно, ніхто ніколи не буде;[sic]  , ніхто інший не може." 
Рецензуючи «Шукачів завтрашнього дня», Альгіс Будріс іронізував, що «Московіц — майстер денотації . Він не знав би значення, якби воно клацнуло в його щиколотці, що трапляється досить часто». Однак він додав, що «Московіц знає та передає принаймні стільки ж про історію наукової фантастики та її еволюцію, скільки будь-хто міг би». 
Серед творів Московіца також «Безсмертний шторм», історичний огляд міжусобних чвар серед фанатів. Московіц написав це в пишному стилі, через що описані ним події здавалися настільки важливими, що, як пожартував фанат-історик Гаррі Ворнер-молодший</a>, «якщо читати її відразу після історії Другої світової війни, це не здається антикульмінацією».   Флойд К. Гейл писав у своїй рецензії на книгу, що «[на]щастя, більшість цих запеклих воїнів згодом виросли, але їхній історик все ще веде їхні примарні легіони, які реальніші, ніж сьогодні, до Диво, що фантастика пережила навіть любов своїх найзапекліших шанувальників».  Ентоні Бучер зазначив, що «ще ніколи так багато не було написано про так мало», але додав, що книга є «унікальним документом, який має значну соціальну та психологічну цінність». 
Московіц також був відомий як колекціонер науково-фантастичних книжок із величезною кількістю важливих ранніх творів і раритетів. Після його смерті його книгозбірня була продана з аукціону.
Як «Сем Мартін» він також був редактором спеціалізованих видань «Quick Frozen Foods» і «Quick Frozen Foods International» протягом багатьох років.   

## Праці

### Публіцистика
- Безмертний шторм: Історія науково-фантастичного фендому (англ. «The Immortal Storm: A History of Science Fiction Fandom», 1954)
- Дослідники нескінченного: Творці наукової фантастики[en] (англ. «Explorers of the Infinite: Shapers of Science Fiction», Клівленд: World Pub. Co, 1963)
- Шукачі майбутнього: Майстри сучасної наукової фантастики[en] (англ. «Seekers of Tomorrow: Masters of Modern Science Fiction», Вестпорт, Коннектикут: Hyperion Press, 1974,ISBN 0883551292 )
- Кантата для П. Шуйлера Міллера (англ. «A Canticle for P. Schuyler Miller», 1975)
- Календар наукової фантастики 1976 (англ. «Science Fiction Calendar 1976», 1975)
- Дивні горизонти: Спектр наукової фантастики (англ. «Strange Horizons: The Spectrum of Science Fiction», 1976)
- Чарльз Форт: радикальна корпускула (англ. «Charles Fort: A Radical Corpuscle», 1976)
- Наукова фантастика в старому Сан-Франциско: історія руху, від 1854 до 1890[en]» (англ. «Science Fiction in Old San Francisco: History of the Movement, From 1854 to 1890», 1980)
- Е. Мерріт: Рефлексії в Місячному басейні (англ. «A. Merritt: Reflections in the Moon Pool, 1985) з A. Merritt
- Говард Філліпс Лавкрафт і Нільс Гельмер Фром: спогади про одного з найдавніших шанувальників наукової фантастики в Канаді (англ. «Howard Phillips Lovecraft and Nils Helmer Frome: A Recollection of One of Canada's Earliest Science Fiction Fans», 1989)
- Після всіх цих років... (англ. «After All These Years...», 1991)

### Редаговані антології
- Вибір редактора в науковій фантастиці (Editor's Choice in Science Fiction, 1954)
- Прихід роботів (The Coming of the Robots, 1963)
- Досліджуючи інші світи (Exploring Other Worlds, 1963)
- Сучасні шедеври наукової фантастики (Modern Masterpieces of Science Fiction[en] , 1965)
- Strange Signposts (з Роджером Елвудом) (Strange Signposts, 1966)
- Двері в час (Doorway Into Time, 1966)
- Шедеври наукової фантастики (Masterpieces of Science Fiction[en] 1966)
- Три історії (1967) (Three Stories, він же «Відчуття дива», «Місячна ера »)
- Людський нуль та інші шедеври наукової фантастики (The Human Zero and Other Science-Fiction Masterpieces, з Роджером Елвудом) (1967)
- Мікрокосмічний Бог (1968) (Microcosmic God, він же Мікрокосмічний Бог )
- Science Fiction by Gaslight: A History and Anthology of Science Fiction in the Popular Magazines, 1891–1911 (Cleveland: World Pub. Co., 1968)
- The Vortex Blasters (The Vortex Blasters, 1968)
- Крива часу (з Роджером Елвудом) (The Time Curve[en], 1968)
- Чужинська Земля та інші історії (Alien Earth and Other Stories, з Роджером Елвудом) (1969)
- Інші світи, інші часи (з Роджером Елвудом) (Other Worlds, Other Times, 1969)
- Чоловік, який називав себе По (The Man Who Called Himself Poe, Гарден-Сіті, Нью-Йорк: Даблдей, 1969; він же Чоловік на ім’я По: історії в дусі Едгара Аллана По , A Man Called Poe: Stories in the Vein of Edgar Allan Poe)
- Great Untold Stories of Fantasy and Horror (Great Untold Stories of Fantasy and Horror, разом з Олденом Х. Нортоном) (1969)
- Під супутниками Марса; Історія та антологія «The Scientific Romance» у журналах Мансі, 1912–1920 (Нью-Йорк: Холт, Райнхарт і Вінстон, 1970)
- Від майбутнього до нескінченності (Futures to Infinity,  1970)
- Невідомі жахи (Horrors Unknown, 1971)
- Космічні маги (з Олденом Х. Нортоном) (The Space Magicians, 1971)
- Ghostly By Gaslight (з Олденом Х. Нортоном) (Ghostly By Gaslight, 1971)
- Коли жінки рулять (When Women Rule, 1972)
- Horrors in Hiding (Horrors in Hiding, з Олденом Х. Нортоном) (1973)
- Кришталева людина: оповідання Едварда Пейджа Мітчелла (The Crystal Man: Stories by Edward Page Mitchell, 1973)
- Небачені жахи (Horrors Unseen, 1974)